# Tom Tenostendarp
Tom Theodor Tenostendarp (* 12. August 1991 in Stadtlohn) ist ein deutscher Politiker (CDU) und Bürgermeister der Stadt Vreden.

## Werdegang
Tenostendarp wuchs in Vreden auf und besuchte das Städtische Gymnasium Georgianum, an dem er 2011 das Abitur ablegte. Im Anschluss studierte er Rechtswissenschaften an der Universität zu Köln, das er 2016 mit dem Ersten Staatsexamen abschloss. Von 2016 bis 2018 war er als wissenschaftlicher Mitarbeiter bei Wolfram Höfling am Institut für Staatsrecht der Universität zu Köln tätig. Ab dem 1. Juli 2018 war er Rechtsreferendar am Landgericht Köln und absolvierte 2019 ein verwaltungswissenschaftliches Ergänzungsstudium an der Universität Speyer. Im August 2020 schloss er das Zweite Staatsexamen mit der mündlichen Prüfung ab.
Am 13. September 2020 wurde Tenostendarp mit 67,51 Prozent der Stimmen zum Bürgermeister von Vreden gewählt. Er folgt damit auf Christoph Holtwisch (CDU), der nicht mehr zur Wahl angetreten war. Das Amt des Bürgermeisters übernahm Tenostendarp am 1. November 2020. Er war bei Amtsantritt mit 29 Jahren der zweitjüngste Bürgermeister Nordrhein-Westfalens.
Tenostendarp erwarb am 19. Januar 2021 an der Universität Speyer den Master of Laws (LL.M.) im Master-Studiengang „Staat und Verwaltung in Europa“; seinen Doktorgrad erlangte er im September 2021.

## Ehrenamtliches Engagement
Tenostendarp ist seit seiner Jugend Mitglied bei den Vredener Georgspfadfinder e.V., bei denen er ca. 8 Jahre Kassenwart war. Seit 2005 ist er Mitglied bei der DLRG Vreden e.V.; in dem Verein bekleidete er verschiedene Vorstandsämter, zuletzt war er stellvertretender Vorsitzender. Von 2016 bis 2021 war er Vorsitzender des Jugendwerks Vreden e.V. Darüber hinaus ist er Mitglied im Heimat- und Altertumsverein der Vredener Lande e.V., im ALUMNianum-Förder- und Ehemaligenverein des Gymnasiums Georgianum, im KölnAlumni-Das Netzwerk der Universität zu Köln und im Alumni-Netzwerk der Deutschen Universität für Verwaltungswissenschaften Speyer. Außerdem hält er einen Genossenschaftsanteil an der Use Dorp, use Heimat eG.